# Булакан (провінція)
Булакан (таг.: Lalawigan ng Bulacan, пам.: Lalawigan ning Bulacan) — провінція Філіппін, розташована в регіоні Центральний Лусон на острові Лусон за 11 км на північ від столиці Філіппін Маніли. Провінція Булакан була заснована 15 серпня 1578 року.

## Географія
Булакан межує з провінцією Пампанга на заході, Нуева Есіха на півночі, Аурора і Кесон на сході, Метро Маніла та Рісаль на півдні, затокою Маніла на південному заході. Площа провінції становить 2 796 км2. Територія провінції Булакан розташована у південній частині родючих рівнин Центрального Лусону.
Згідно перепису 2015 року населення провінції становило 3 292 071 осіб. Більшість населення зосереджена в південних районах провінції. Понад 88% населення католики.
Адміністративно поділяється на 21 муніципалітет та 3 міста.

## Економіка
Завдяки своїй близкості до Метро Маніла провінція Булакан є високоіндустріалізованою. Багато корпорацій розташовують тут свої промислові підприємства та об'єкти. Поширеними є наступні галузі: вирощування аквакультур, банківська справа, виробництво цементу, кераміки, будівництво, харчова промисловість, виробництво меблів, одягу, посуду, готельний бізнес, курорти та ресторани, інформаційні та телекомунікаційні технології, страхування, ювелірні вироби, виготовлення друкарських верстатів, виробництво піротехніки та феєрверків, нерухомість, транспортні послуги. Основними сільськогосподарськими культурами є рис, кукурудза, овочі та фрукти. Поширене рибальство.

## Транспорт
Провінцію Булакан називають "Воротами в Північні Філіппіни". Через територію провінції проходять всі головні автомагістралі, які зв'язують Столичний регіон з північними провінціями Лусона.